# Tóttelke
Tóttelke (románul Gălășeni) falu Romániában, Szilágy megyében.

## Fekvése
Sztána (románul Stana) és Nagypetri (románul Petrindu) között fekszik, közel a vasútvonalhoz.

## Nevének említése
1839-ben Tyotyelek, 1873-ban Tottelke, 1920-ban Teoteleac, Totelec alakban fordul elő.

## Története
1850-ben már többségében román lakosú falu, 1992-ben 1 ember vallotta magát magyarnak (25 fő cigány).
A falu a trianoni békeszerződésig Kolozs vármegye Hídalmási járásához tartozott.
Egykori görögkatolikus többségű lakossága mára ortodox hitű lett, az 1 magyar református kivételével (1 fő baptista).

## Külső hivatkozások
- https://web.archive.org/web/20100210180326/http://kalotaszeg.mlap.hu/